# Fajã do Centeio
Esta fajã Pertence à freguesia dos Rosais, Concelho de Velas, ilha de São Jorge e localiza-se entre a Fajã de João Dias e a Fajã do Valado.
O acesso a esta fajã não é dos mais fáceis, é feito pelo calhau, desde a Fajã de João Dias, ou por um atalho (maus caminhos) que parte da mesma fajã.
Nesta encantadora fajã, existiam antigamente três casas, mas os donos só lá ficavam algum tempo, quando iam invernar gado, tratar das vinhas ou cultivar as hortas.
Actualmente esta fajã encontra-se praticamente deserta. Como aqui não há nenhuma nascente a única casa habitada de forma quase permanente tem uma cisterna que apara a água da chuva, para regar as hortas cultivadas com vinha, milho, batatas, couves, inhames e pimentos.
O viver do que a natureza dá, como a pesca de pedra e algumas lapas servem, por vezes, de refeição quando a estadia é mais prolongada